# Зачарований хлопчик
«Зачарований хлопчик» — радянський мальований мультиплікаційний фільм, який створили в 1955 році режисери Олександра Сніжко-Блоцька та Володимир Полковников за мотивами книги Сельми Лагерлеф «Чудесна мандрівка Нільса з дикими гусьми» (1906—1907); в титрах — «Чудесна мандрівка на гусаках»). Сьомий повнометражний мультиплікаційної студії «Союзмультфільм».

## Сюжет
На початку фільму хлопчик Нільс дражнив гусей, кидаючи в них каміння. Далі він сідає за уроки, попутно збивши з рогатки горобця, що сів на горщик для квітів.
Поки Нільс розмірковував над математичним завданням, зі скрині, що стояла неподалік, виліз гном, який, розчхавшись, падає, проте поділ його одягу виявляється прищемленим кришкою, що закрилася. Нільс, почувши чхання, помічає дивного гостя і просить вирішити за нього завдання. Той начаровує чистий і гарний почерк, проте Нільс не в захваті, і гном спішно змінює почерк на інший, з орфографічними помилками та ляпками.
Через упертість Нільса гном вивільняється від кришки скрині сам, але хлопчик ловить його за допомогою сачка. В обмін на свободу Нільс запитує: А можеш ти зробити, щоб і я був таким же, як ти?» (Маючи на увазі чарівні здібності). Розлючений гном приводить прохання у виконання в буквальному сенсі — він зменшує хлопчика до своїх розмірів, після чого урочисто йде. Нільс кидається за ним у погоню (щоб дізнатися, як дива робити), але, вибігши на подвір'я, зустрічає лише збитого ним горобця. Горобець кличе гусей дивитися на зачарованого Нільса, і ті, побачивши, яким став їхній кривдник, почали його дражнити.
|  | Гарний! Гарний! Так тобі й треба! |

Несподівано з'являються дикі гуси і закликають летіти до Лапландії. Домашні гуски відмовляються, і лише Мартин — друг Нільса і найкращий гусак його матері — погоджується летіти. Нільс спробував зупинити товариша, але не зумів через замалий зріст та відсутність сил. Тоді він сідає Мартінові на шию і вимагає повернутись назад, але той відмовляється. Коли ж гусак падає від утоми, Нільс робить йому компрес, взявши ганчірку з найближчого ставка.
Прокинувшись, Мартин занурюється у воду, але потім бачить, що Нільс сам знепритомнів. Тоді він бере хлопчика з собою і летить на крижину, де заночували дикі гуси. Після прильоту він умовляє Акку Кнебекайзе, ватажка диких гусей, прийняти його в зграю, і та неохоче погоджується. Побачивши Нільса, пані Кнебекайзе вирішила, що «навіть від дуже маленького хлопчика можна чекати дуже великих неприємностей», проте Мартин просить її залишити друга з ними на одну ніч, поки йому не стане краще, і гуска ставить умову, щоб уранці хлопчик залишив зграю.
На ранок крижина припливає до берега, де на одного з гусей нападає лисиця Смірра, зібравшись його з'їсти. Зграя прокидається і летить, почувши крик родича, але той не може вибратися з-під лап лисиці. Бачачи це, Нільс, прийшовши до тями, випадково залишився на крижині, хапає Сміррі за хвіст, вимагаючи залишити гусака в спокої. Лис, відпустивши здобич, струшує хлопчика і починає полювати вже на нього. Перескочивши на іншу крижину (трохи більшого розміру, ніж він сам), герой дражнить хижака, той у пориві помсти стрибає слідом і, не втримавшись, тоне. Нарешті, до Нільса підлітає Мартин і везе його до Акке Кнебекайзе, яка дозволяє хлопчику залишитися в її зграї за порятунок гусака від лисиці.
Як тільки гуси прилетіли на лісову галявину, Нільс сів на камінь і засумував по матері та рідним. Тут же з'являється Мартин з горіхами, які дала білка Сірле. Дізнавшись, що гусак забув подякувати білку за частування, Нільс сердиться на друга, назвавши його невігласом, і біжить у ліс. Діставшись дерева з більчиним дуплом, герой чує крики двох більчат, які стурбовані тим, що їх брат Тірле впав і загубився. Нільс вирушає на пошуки зниклого більченя, знаходить його в ямі і на своїх плечах доставляє до дупла. Сорока, яка побачила цей поступок розносить на весь ліс, що хлопчик нібито викрав дитинча білки. Сірле повернулася до дітей, але Нільс ще не прийшов. В цей час ображений Мартин все думав:
|  | Ось тепер хвилюйся за нього [Нільса], турбуйся! Ти, каже, невіглас — білці дякую не сказав. Дуже їй потрібно — його спасибі! |

Білка, віддячивши Нільсу за повернення свого сина, пропонує йому допомогу. Хлопчик згадує про гнома і, засмутившись, каже, що тільки він йому допоможе. У відповідь Сірле повідомляє, що в лісі живе гном на ім'я Бебеліус, і Нільс, уточнивши прикмети, розуміє, що це той, кого він шукає. Попрощавшись з білкою, Нільс біжить підказаною їй дорогою до гнома.
Бебеліус тим часом пішов купатися, співаючи пісню. Пройшовши за ним, Нільс приходить до ставка і, не знайшовши гнома, також вирішує викупатися. Потім вони обидва вилазять із води, але випадково стикаються один з одним біля папороті, і Нільс просить у чаклуна вибачення за образи. Бебеліус каже хлопцеві, що давно пробачив його, але щоб чари розвіялися, Нільс зобов'язаний виконати три умови:
|  | Коли одна паличка і дев'ять дірочок знищать ціле військо, коли король оголить голову, а ти залишишся в капелюсі, коли… |

Про третю умову гном сказав, що повідомить його, якщо той виконає дві перші. В цей час гусак Мартин, все ще переживаючи за товариша, біжить шукати його, думаючи, що хлопчика з'їли хижаки. Нільс зупиняє Мартина та заспокоює його. Гуси продовжують свою подорож.
Увечері погода різко змінилася: почався шторм. Великий привал був призначений Аккою Кнебекайзе біля Глімінгенського замку, де мешкають лелеки. Один із найстаріших мешканців замку, лелека Ерменріх, зі сльозами повідомляє пані Кнебекайзе про надзвичайну ситуацію: замок оточений зграєю пацюків. Акка говорить Ерменріху, що в його замку зберігається одна старовинна книга, в якій написано, як позбутися гризунів. Нільс, читаючи цю книгу, знаходить спосіб вигнання щурів та мишей за допомогою чарівної дудочки. Виготовивши інструмент за наведеним у книзі кресленням, Нільс з його допомогою виводить пацюків із замку, і вони тонуть.
Через кілька днів почався дощ, і зграї довелося заночувати на даху міської ратуші. Поки Нільс розмовляв зі сплячим Мартином про умови гнома, дощ посилився, і хлопчика занесло у ринву. На одній із затоплених доріг Нільс знаходить чийсь черевик, випливає на сушу і виявляється біля бронзового монумента королю Швеції Карлу XI, якому кричить:
|  | Ей ти! Опудало бронзове! Чим без толку тут стирчати, ти краще прогулявся б трохи! Ноги б розім'яв! Мовчиш? Ну й мовчи. Щасливо залишатися! |

Повернувшись до труби, Нільс бачить, що бронзовий король ожив і пішов за ним, і тікає, аби той не розтоптав шибеника. Спіткнувшись, герой бачить, що Карлу перебігла дорогу чорна кішка, і той звернув праворуч, щоб оминути. Нільс опиняється біля дерев'яної скульптури моряка Розенбома, що стоїть поруч із таверною «Дерев'яний боцман». Розенбом так само оживає і, побачивши хлопчика, ховає його під свій капелюх.
Незабаром до дерев'яного моряка підходить бронзовий Карл і питає про свого кривдника, бажаючи провчити того. Боцман, щоб не видати Нільса, повідомляє королю, що хлопчик побіг до старої корабельні. Діставшись туди, монументи знаходять корабель, який раніше був королівським фрегатом. Віддаючи честь «свідку колишньої слави», Карл і Розенбом знімають головні убори, і перший помічає Нільса у капелюсі іншого. У відповідь герой каже королеві, що той нічого не зможе йому зробити, і вказує на вежу. Згадавши, що о 3-й годині ночі він має повернутися на п'єдестал, Карл спішно тікає.
Вранці гуси летять до Лапландії без жодних проблем. Однак із першими заморозками вони вирушають назад. Дорогою Нільс махає шапкою всім тим, хто зустрічався йому на шляху: пам'ятникам, лелекам та білкам. Прощаючись із Нільсом, Акка Кнебекайзе каже, що батьки йому зрадіють, але Нільс не бажає повертатися додому через маленький зріст і вирішує полетіти з гусями на південь. Мартин летить додому, щоб довідатися про обставини і доповісти про це Нільсу. Несподівано до хлопчика підходить гном і ставить йому останню умову:
|  | Ти знову станеш великим, коли на обідній стіл з капустою та яблуками подадуть твого найближчого товариша. |

Перелякавшись, що Мартин заріжуть господарі, Нільс біжить додому і випускає Мартина з сараю. Бебеліус вважає, що Нільс правильно вчинив, пожертвувавши собою заради друга, повертає йому початковий зріст, кланяється і зникає.
У фіналі розчарований Нільс благополучно повертається додому. Його мати страшенно засмучена, що ніколи більше не побачить сина, але останній стукає у вікно і повертається до батьків.

## Творці
- Сценарій Михаїла Вольпіна
- Режисери: Володимир Полковников, Олександра Сніжко-Блоцька
- Художники-постановники: Лев Мільчин, Гражина Брашишкіте, Роман Качанов
- Композитор: Володимир Юровський
- Оператор: Михайло Друян
- Звукооператор: Микола Прилуцький
- Асистент режисера: Наталія Орлова
- Помічник з монтажу: Ніна Майорова
- Другий оператор: Катерина Різо
- Художники-мультиплікатори:
  - Федір Хитрук
  - Тетяна Таранович
  - Лев Пізнєєв
  - Борис Чані
  - Борис Бутаков
  - Генадій Новожилов
  - Ігор Підгорський
  - Рената Міренкова
  - Костянтин Чикін
  - Володимир Крумін
  - Вадим Долгих
  - Лев Попов
  - Фаїна Єпіфанова
  - Борис Меєрович
- Художники-декоратори: Ірина Світлиця, Ірина Прокоф'єва, Петро Коробаєв

### Ролі озвучували
- Валентина Сперантова — Нільс Хольгерсон
- Анатолій Кубацький — гном Бебеліус
- Ераст Гарін — гуска Мартін
- Тетяна Струкова — гуска Акка Кнебекайзе (у титрах як В. Струкова)
- Георгій Віцин — Розенбом, дерев'яний боцман / один з гусей
- Олексій Консовський — лелека Ерменріх / один з гусей
- Володимир Єршов — Бронзовий Король (немає в титрах)
- Георгій Мілляр — один з гусей (немає в титрах)
- Юлія Юльська — білчата (немає в титрах)
- Сергій Мартінсон — головний щур (немає в титрах)
- Олена Понсова — сова (немає в титрах)
- Наталя Медведєва — мати Нільса (немає в титрах)

### Відновлена версія 1988 року
Фільм відновлено на кіностудії імені Максима Горького. Саме ця версія мультфільму увійшла до збірки « Лапландські казки» (1990). Ця версія частково переозвучена — музика записана заново, але голоси акторів залишені в оригінальному вигляді. Тому в сценах із діалогами присутня оригінальна музика. Титри та інтертитри повністю замінені.
- Режисер відновлення — Володимир Беренштейн
- Звукооператор — В. Щербаків
- Директор — М. Ковалевський
- Державний симфонічний оркестр кінематографії під керуванням Володимира Понькіна.

## Відмінності від книги
Мультфільм є екранізацією не конкретно оригінальної казки Сельми Лагерлеф, а її переказу, зробленого Зоєю Задунайською та Олександрою Любарською у 1940 році. Але навіть у порівнянні з переказом сюжет мультфільму значно скорочений:
- Пропущено потрапляння Нільса до мурашника, відвідування зачарованого міста Вінетти, порятунок подруги Мартина, пригоди в Лапландії та багато інших подій. Відсутні такі персонажі, як ворони (яких лисиця Смірре з легкістю змогла обдурити, переманивши на свій бік), орел Горго та кіт.
- У книзі гном (в оригінальному тексті — домовик) зменшує Нільса самовільно, караючи його за те, що останній упіймав гнома в сачок і не хотів випускати. У мультфільмі Нільс все ж таки випускає його, але сам допускає помилку: він заявляє, що хоче стати таким, як гном (тобто вміти чаклувати), проте той виконав це бажання по-своєму.
- В оригінальному тексті книги гусака звуть Мортен, а в переказі і мультфільмі — Мартин.
- У фільмі лисиця Смірра гине, потонувши в озері під час погоні за Нільсом по льоду. Навіть у переказі книги його роль менш пасивна, але у мультфільмі його ім'я не згадується, і він не промовляє жодного слова.
- У мультфільмі роль гнома активніша: він діє протягом чи не всього сюжету і навіть прощає Нільса за грубість, але ставить хлопчику три умови, щоб повернути його чари. У переказі книжки після початку роль гнома у мультфільмі закінчується, але згадується іншими персонажами. Щоб повернути колишній вигляд, Нільс повинен знайти того, хто добровільно погодиться помінятися з ним місцями, і вимовити особливе заклинання. В оригінальному тексті домовик аналогічно більше не з'являється після початку, але пізніше передає Нільсу послання, що знову зробить його людиною, якщо він вирішить повернутися додому. Оскільки це відбувається ще на самому початку подорожі, то Нільс відмовляється і пізніше дізнається про іншу умову домовика — він відмінить чари, якщо хлопчаки докладе всіх зусиль, щоб восени Мортен повернувся додому живим.
  - У мультфільмі гном зняв чари з Нільса, бо той пожертвував собою заради Мартина, якого батьки хлопчика вирішили зарізати. Це відповідає оригінальному тексту книги, тоді як у переказі Задунайської та Любарської Нільс застосовує заклинання (яке йому повідомляє орел Горго) стосовно гусеня Юксі, який не хоче ставати дорослим.
- У мультфільмі білченя Тірле сиділо на стеблі одного з паростків, але не було у великій небезпеці. В оригінальному тексті книги він був замкнений у клітці.
- У фільмі Нільс сам виготовляє сопілку, яка зачаровує щурів. У переказі книги її позичає гном, а в оригіналі — стара сова.
- У книзі статуя Розенбома, як і її реальний прототип, стоїть біля церкви, а у мультфільмі — біля таверни «Дерев'яний Боцман».
- У переказі книги (як і у фільмі) Бронзовий і Дерев'яний належать до однієї й тієї ж ери, а в оригіналі — до різних. Згадується, що Розенбом розпочав службу з 1809 року.
- В оригінальному тексті книги Бронзовий Король та Розенбом зникають через схід сонця. У переказі Задунайської та Любарської зникає лише Бронзовий, але перед цим він розбиває своєю палицею статую Дерев'яного. У мультфільмі кінець епізоду зробили гуманнішим: король пощадив Розенбома, тому що рівно о третій годині мав встигнути повернутися на свій п'єдестал.
- На відміну від книги, у фільмі пташенята Мартина та Марти не називаються за іменами і грають суто епізодичну роль. У переказі книги їх звуть Юкс (фін. Yksi — «один»), Каксі (фін. Kaksi- «два»), Кольме (фін. Kolme — «три»), Нельє (фін. Neljä — «чотири») та Війсі (фін. Viisi — «п'ять»). Оскільки в оригінальному тексті ці імена мають дорослі гуси зграї Аккі Кнебекайзе, гусята Мартина та Марти аналогічно не називаються за іменами.

## Перевидання
В 1990 році цей мультфільм був частково перемонтований і включений в інший збірний мультфільм (були скорочені незначні сцени) . У середині 1990-х років мультфільм випущений у VHS-збірнику найкращих радянських мультфільмів від Studio PRO Video на відеокасетах.
У 2009 році ця версія була випущена на DVD компанією «Великий план» .

## Відгуки
Режисери Володимир Полковников та Олександра Сніжко-Блоцька зняли один з найкращих мальованих мультфільмів «Зачарований хлопчик» за казкою шведської письменниці Сельми Лагерлеф. Творці картини розповіли про незвичайні пригоди Нільса з дикими гусями поетично, з теплим гумором та кумедними трюками. Характери всіх героїв показані у розвитку, кожен жест персонажів лаконічний. Серед інших переваг фільму — чудова передача шведської природи, архітектури, глибина пейзажів, яскрава гама фарб.— Сергій Капков «Наші мультфільми»

Цілим етапом в історії радянської мультиплікації стала робота над картиною «Зачарований хлопчик» (1955). Великий п'ятичастковий фільм за казкою Сельми Лагерлеф своїм безмежним успіхом завдячує не тільки режисерам В. Полковникову та О. Сніжко-Блоцькій, а й сценаристу М. Вольпіну, який чуттєво відчував природу анімації. Видатна «акторська робота», захоплюючий сюжет, колоритні багатобарвні персонажі (озвучені В. Сперантовою, Е. Гаріним, А. Кубацьким) завойовують серця глядачів вже більше півстоліття.— Передмова: Лариса Малюкова за участі Наталії Венжер «Русская — советская — российская», с. 23